# Kyrkby

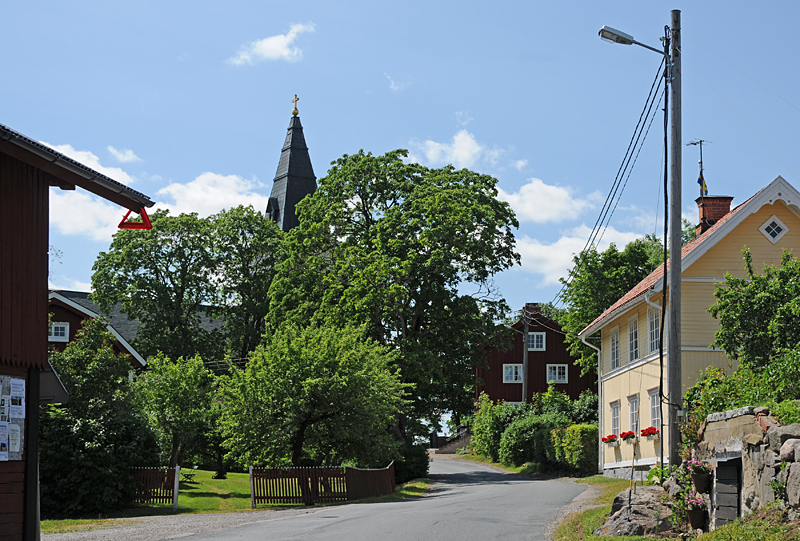
Mellösa kyrkby i Mellösa socken.

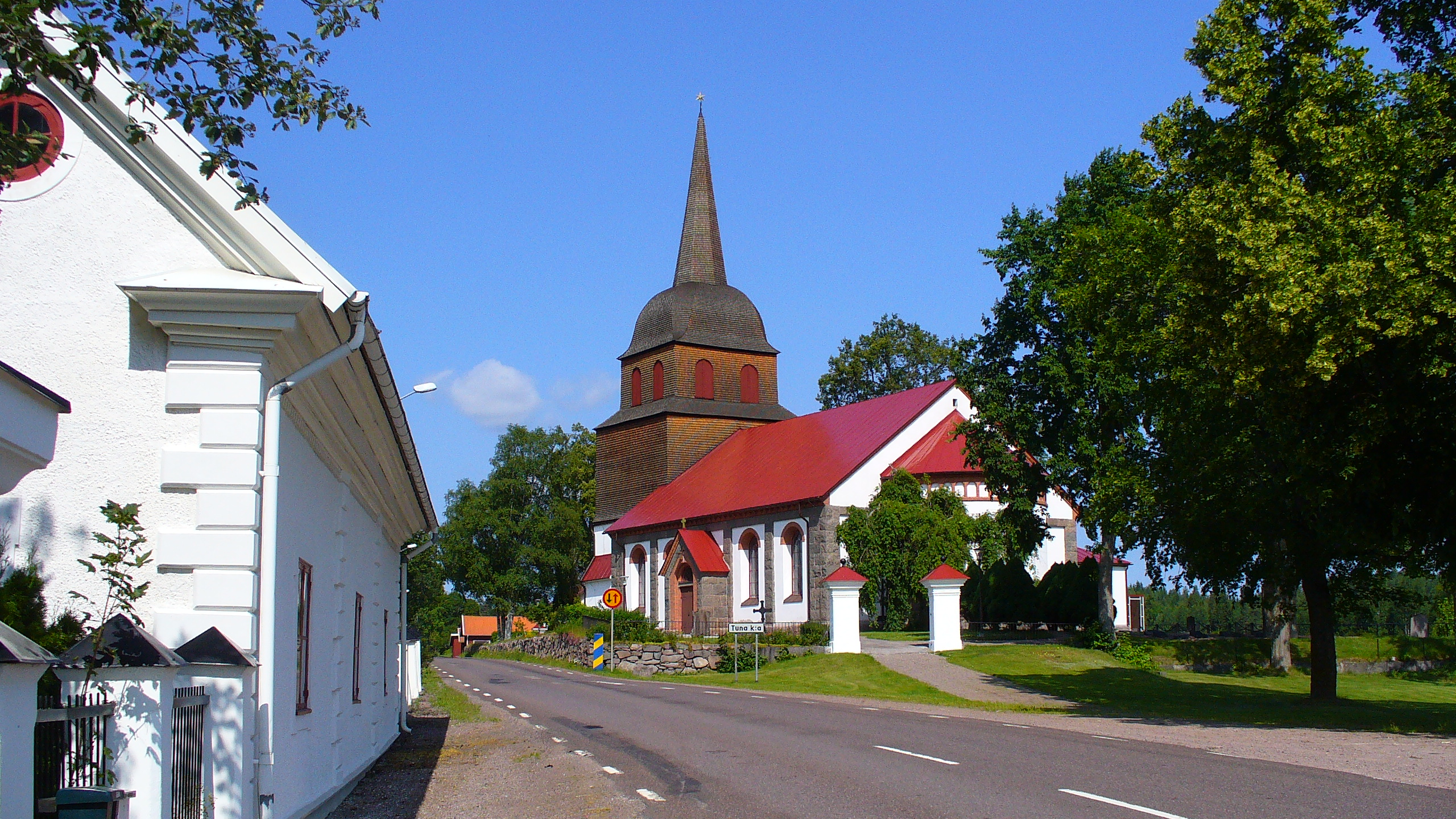
Tuna kyrkby i Tuna socken, Småland.

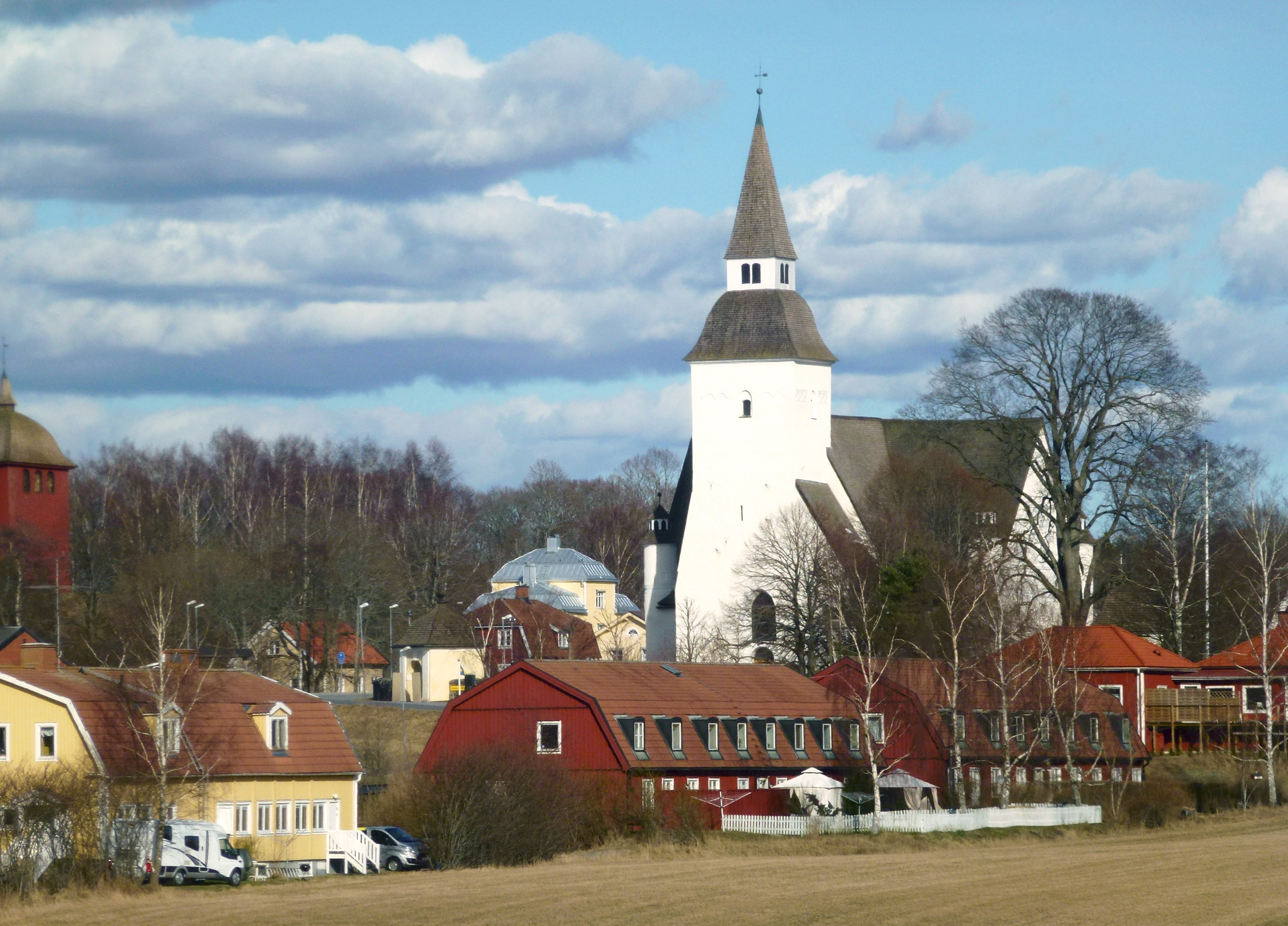
Sorunda kyrkby i Sorunda socken.

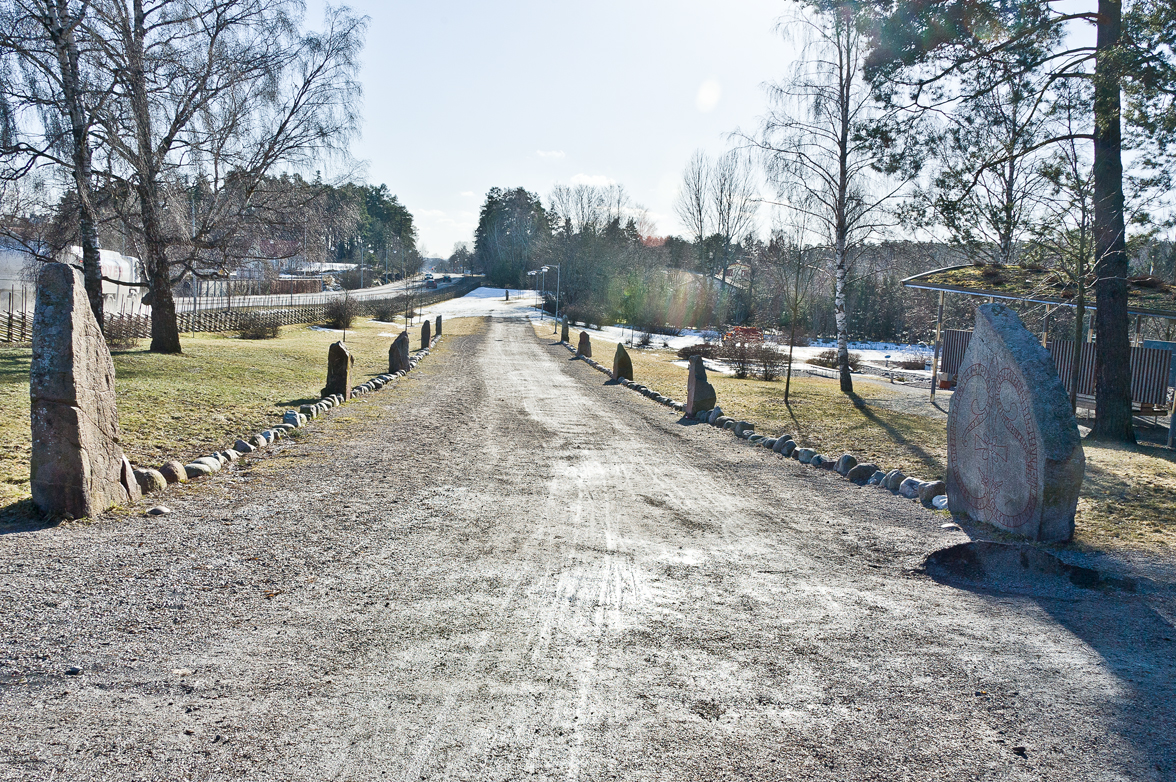
Över Jarlabankes bro går vägen till Täby kyrkby.

En kyrkby är den bebyggelse som vuxit upp kring en sockenkyrka. Det kan också vara en äldre gårdsäga på vars mark en kyrka anlagts. Byformen är i regel en rund- eller klungby där kyrkan bildar själva navet, medan gårdarna ligger utspridda runt omkring.

## Bebyggelsen
I den sockenkärna som bildades låg ofta prästgården och klockarbostaden och i närheten brukade en fattigstuga finnas som i senare tider ersattes med ett ålderdomshem. Dessutom hade byn en sockenstuga och handelsbod, samt skola med lärarbostad och en barnmorskebostad. Likaså fanns i regel en tiondebod samt en krog. Om kyrkan saknade ett klocktorn så restes en klockstapel i dess närhet. En smedja brukade också ingå i en kyrkbys ordinarie bebyggelse men på grund av brandrisken brukade denna vara placerad i byns utkant. Kyrkbacken utanför kyrkan där sockenborna regelbundet samlades blev av naturliga skäl bygdens centrala mötesplats och efter att poststationer började införas i landet på 1600-talet, förlades dessa antingen i klockarbostaden eller i annat lämpligt hus eller hemman nära kyrkan. Först när järnvägen drogs genom den svenska landsbygden kring sekelskiftet 1900, flyttades postens lokala verksamheter in i järnvägsstationerna. Därmed minskade många kyrkbyars betydelse då nya centralorter uppstod i anslutning till stationssamhällena.

## Kyrkby som ortnamn
I en del socknar har det aldrig funnits någon kyrkby och ibland kan sockennamnet härstamma ur en försvunnen by, eller mer vanligt ur den omgivande bygden. Bygdenamnet har då i samband med kristnandet blivit ett sockennamn. 
Ordet kyrkby ingår i sammansatta ortnamn som Håbo-Tibble kyrkby, By kyrkby, Solna kyrkby, Grangärde kyrkby, Täby kyrkby, Ösmo kyrkby och Österhaninge kyrkby. Även det enkla Kyrkbyn kan förekomma som ortnamn. C. M. Rosenberg redovisar 1883 inte mindre än tretton sådana, främst i mellersta och norra Sverige. Dessutom finns några varianter med  Kyrkeby, Kyrkebyn och Kyrkoby. Den sistnämnda förekommer särskilt i Svenskfinland, till exempel Helsinge kyrkoby. En Kyrkby ligger även på Åland.